# Права человека в Непале
В период с 1996 по 2006 год произошло столкновение между непальскими правительственными войсками и Коммунистической партией Непала (маоистский центр), что привело к увеличению нарушений прав человека по всей стране. Обе стороны обвиняются в пытках, незаконных убийствах, произвольных арестах и похищениях. Во время конфликта значительное число исчезновений людей в мире приходилось на Непал. Конфликт также считается одной из основных причин отсутствия развития в Непале, ущемления прав человека в сферах бедности, здравоохранения, образования и гендерного равенства. Проблемы в этих сферах продолжают сохраняться и сегодня. Непальцы сталкиваются с дискриминацией по признаку этнической принадлежности, касты и пола, а граждане, проживающие в сельских районах Непала, сталкиваются с отсутствием доступа к надлежащему медицинскому обслуживанию, образованию и другим ресурсам. Насилие по-прежнему распространено в стране, особенно в отношении женщин. Преобладает экономическое неравенство, и сохраняются проблемы со здоровьем, включая высокий уровень детской смертности в некоторых районах, психические заболевания и недостаточное медицинское обслуживание. Однако ситуация начала меняться после 2006 года, когда между правительством, политическими партиями и маоистами было подписано Всеобъемлющее мирное соглашение, призванное положить конец конфликту с 1996 по 2006 год и восстановить демократию и верховенство закона в Непале.

## История

### Конфликт 1996—2006 годов
С 1996 по 2006 год в Непале происходил ожесточённый конфликт между непальским правительством и повстанческой политической группировкой Коммунистическая партия Непала (маоистский центр). Маоисты подняли оружие против непальского правительства, чтобы бороться против того, что они считали коррумпированным и дискриминационным режимом. Исследователи говорят, что конфликт подпитывался этническими, кастовыми, гендерными, а также сельскими и городскими различиями в Непале. В 2006 году обе стороны подписали Всеобъемлющее мирное соглашение, чтобы положить конец насилию и сформировать совместное правительство. Однако продолжающаяся политическая борьба по-прежнему препятствует мирному развитию.
По данным Parker (2013), во время войны погибло около 13 000 человек (включая 500 детей) и было перемещено от 100 000 до 200 000 непальцев (включая 40 000 детей). Организация Child Workers in Nepal, сообщает, что 27 323 ребёнка были забраны из своих общин, чтобы внести свой вклад в войну, возможно, в качестве детей-солдат. Непал считался страной с наибольшим количеством исчезновений в мире с 1996 по 2006 год. Обе стороны конфликта прибегали к пыткам и неизбирательным убийствам, а гражданские лица часто становились непреднамеренными жертвами или подвергались нападениям за якобы поддержку противоположной стороны.
Конфликт привёл к ухудшению положения с правами человека в Непале. Человеческие возможности в сферах здравоохранения, образования, гендерного равенства, пыток, прав ребёнка и многого другого были ограничены.

#### Пытки
Правительственные силы и маоисты обвиняются в пытках политических заключённых и тех, кого они подозревают в несогласии с их взглядами во время конфликта 1996-2006 годов, включая детей. Есть свидетельства того, что непальская полиция также применяла пытки, особенно во время конфликта.
По словам Стивенсона (2001), формы пыток, используемые во время конфликта, включают физические, сексуальные и психологические методы. Правительство также использовало изнасилование как средство пытки. Сингх и др. (2005) сообщает, что 70% непальских заключённых подвергались пыткам в тюрьмах, а по оценкам Центра жертв пыток, во время войны 16 000 человек ежегодно подвергались пыткам.
И маоисты, и правительство Непала применяли методы пыток для получения признаний и принуждения граждан действовать в соответствии с их диктатом. Стивенсон (2001) сообщает, что 50% жертв пыток заявили, что они признались только из-за перенесённых пыток.
Длительные последствия пыток могут включать физические проблемы, такие как инвалидность, затяжная боль и слабость. Также были задокументированы психические эффекты, такие как посттравматический стресс, тревога, депрессия, проблемы со сном, трудности с приёмом пищи и диссоциативные расстройства.

#### Исчезновения, аресты, казни
С 1996 по 2006 год Непал считался страной с наибольшим количеством зарегистрированных исчезновений. Правительство Непала также часто арестовывало и убивало людей без объяснения причин и без надлежащей правовой процедуры. Жертвами арестов, исчезновений и казней были гражданские лица, подозреваемые в антиправительственной деятельности, работники общественных организаций и журналисты.
Маоистов также обвиняют в арестах и убийствах мирных жителей. Во время конфликта они также брали школьников для обучения оказанию помощи маоистским силам и, возможно, для того, чтобы они стали детьми-солдатами. По данным организации Child Workers in Nepal, было похищено около 27 323 детей. Однако маоисты не признаются в обучении и использовании детей-солдат, хотя такие исследователи, как Паркер (2013), утверждают, что есть доказательства того, что они делали это. Маоисты обучали школьников и своей политической точке зрения.

## Актуальные вопросы
Текущие проблемы с правами человека включают бедность (особенно в сельской местности), неравенство в образовании, гендерное неравенство, проблемы со здоровьем и нарушения прав ребёнка.

### Бедность
Бедность является постоянным нарушением прав человека в Непале. Согласно Паркеру (2013) и Полу (2012), 42–45% непальцев живут за чертой бедности (выживают за счёт дохода, который находится ниже черты бедности), в то время как в Докладе о развитии человеческого потенциала Непала за 2014 год утверждается, что 25% непальцев живут в бедности. ООН даёт цифру 64,7% как долю бедности, используя Многомерный индекс бедности. Бхусал (2012) сообщает, что по крайней мере 75% граждан Непала живут за чертой бедности, если считать, что черта бедности составляет 2 доллара в день; по словам Бхусала, эта более высокая черта бедности лучше объясняет практические социальные и культурные обязательства, с которыми сталкиваются непальцы.
В некоторых районах Непала не хватает продовольствия для детей; в худших районах 60% детей живут без достаточного питания. По данным Human Development индекс бедности (HPI) страны составляет 31,12, что является относительно высоким числом (где более высокий HPI указывает на рост бедности). Однако в последние годы HPI Непала снижался, снизившись на 21,4% с 2001 по 2011 год.
Уровень бедности особенно высок в сельских районах Непала, уровень бедности в которых, как сообщается, в 1,8–10 раз выше, чем в городах. Пол (2012) оценил уровень бедности в 4% в столице Катманду и в 56% в сельской горной местности. Пол также утверждает, что доход на душу населения в городских районах в два раза выше, чем у жителей сельских районов. Сельские районы также не получают такой помощи от неправительственных организаций, как городские, что ещё больше усугубляет неравенство. Кроме того, исследователи заметили, что самые бедные районы медленнее всего демонстрируют улучшение.
Согласно Докладу о правах человека в Непале за 2014 год, несмотря на плохие показатели HPI, уровень неравенства в Непале со временем снижается. Однако Бхаттараи (2012) утверждает, что число людей, живущих в бедности, растёт, и, согласно Бхусалу (2012), 80% непальцев столкнулись с ухудшением качества жизни за последние 15 лет. Пол (2012) сообщает, что коэффициент Джини в Непале составляет 0,51, что выше, чем в соседних странах.
Бедность также связана с этнической и кастовой принадлежностью, хотя и растёт равенство между этническими группами и кастами. Тем не менее, этнические меньшинства и некоторые низшие касты по-прежнему страдают от более высокого уровня бедности.

### Здравоохранение
Конфликт 1996-2006 гг. в Непале негативно сказался на состоянии здоровья жителей Непала. Насилие приносило особый вред здоровью женщин и детей. Конфликт помешал доставке основных предметов медицинского назначения тем, кто в них нуждался, особенно детям. Материнская смертность при родах во время конфликта была на высоком уровне — 1 к 24.
Трудоспособность медицинского персонала также сильно пострадала во время конфликта, что ещё больше нанесло вред здоровью непальцев. Больницы были выведены из строя, а их сотрудники были убиты или арестованы. Насилие вынудило многих медицинских работников уйти с работы.
Сегодня в Непале продолжают сохраняться низкие показатели здоровья. Перспективы здоровья сильно различаются в зависимости от того, где человек живёт в Непале и к какому классу принадлежит. Bhuttarai (2012) сообщает, что исследование показало, что 50% бедных непальцев живут на расстоянии более 30 минут от больницы. Кроме того, многие районы страны не имеют надлежащего доступа к чистой воде и продуктам питания.
Это особенно проблематично для сельских районов Непала, где меньше врачей. То же исследование Бхуттараи показывает, что только 21% сельских непальцев живут в пределах трёх часов пути от государственной больницы; остальные должны преодолевать ещё большие расстояния, чтобы добраться до врача. Смертность детей раннего возраста в сельской местности также выше, чем в городах. Пожилые граждане также значительно чаще проживают в сельской местности, что препятствует их возможности получать медицинскую помощь. Наконец, Бхуттараи сообщает, что люди, живущие в сельской местности, как правило, тратят больше денег на здравоохранение, чем горожане.
Психическое здоровье также является серьёзной проблемой в Непале. Исследователи зафиксировали рост проблем с психическим здоровьем, таких как депрессия, тревога и посттравматическое стрессовое расстройство, которые, по их мнению, могли быть вызваны насилием во время конфликта 1996-2006 годов. Также зафиксирован рост числа самоубийств. Хотя спрос на психиатрическое лечение высок, по данным Luitel (2015), на каждые 100 000 человек в Непале приходится всего 0,22 психиатра, 0,06 психолога и 1,5 стационарной койки. По всему Непалу врачи первичного звена не имеют необходимых им психотропных препаратов, работники психиатрической службы перегружены, а врачи первичного звена не получают рекомендаций и обучения, необходимых им для эффективного лечения психических заболеваний. В сельских районах Непала, как правило, особенно не хватает адекватных возможностей лечения психических заболеваний, поскольку большинство специалистов в области психического здоровья проживает в городских районах.
Сингх (2005) сообщает, что к концу конфликта у 30% непальцев были проблемы с психическим здоровьем в той или иной форме. По данным Luitel, непальцы с проблемами в сфере психического здоровья сталкиваются со стигматизацией и дискриминацией; такая стигма может отбить у людей желание обращаться за психиатрической помощью.

### Образование

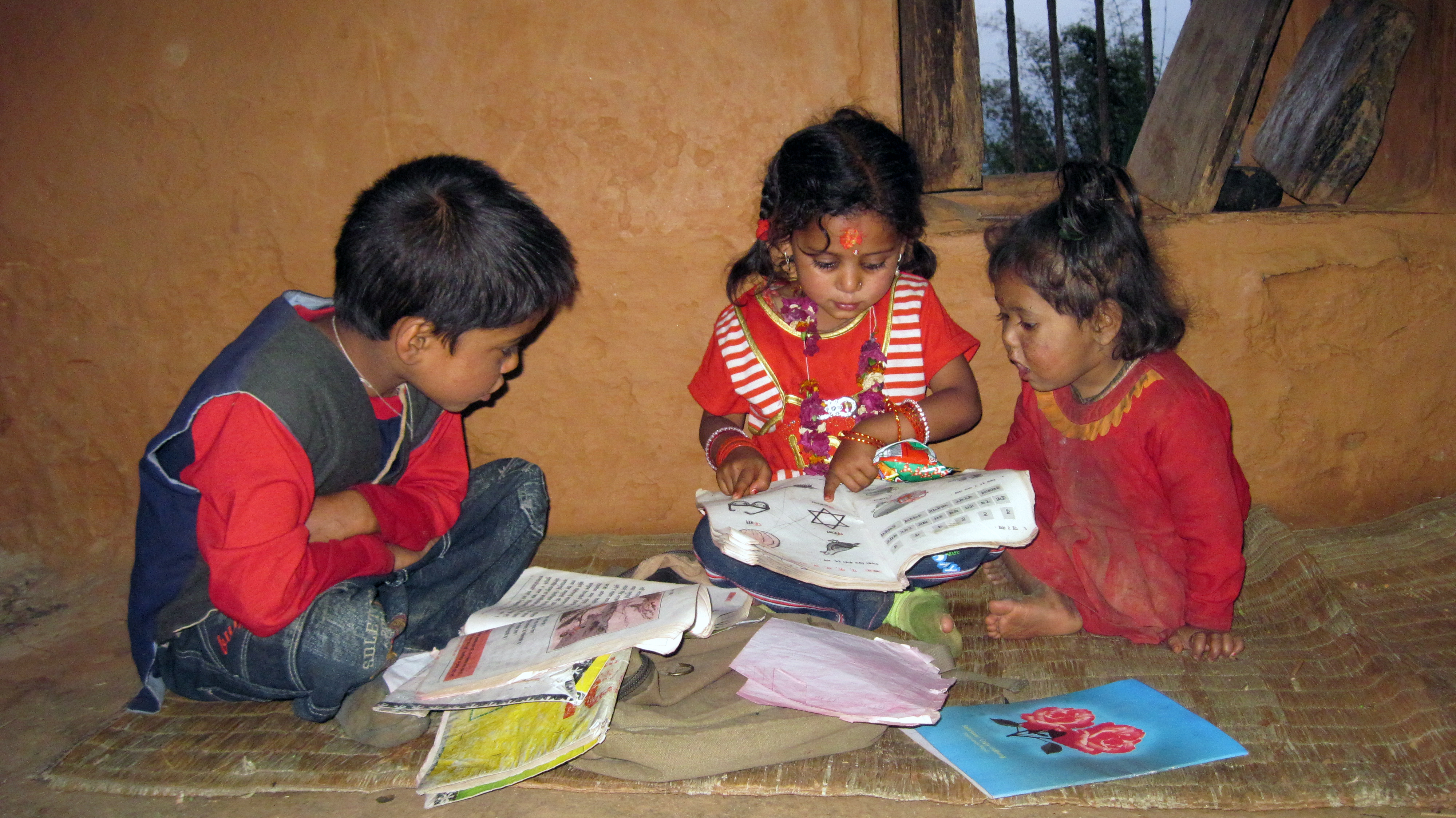
Дети учатся по подержанному учебнику в сельской местности Непала

Доступ детей к образованию был сильно нарушен во время конфликта 1996-2006 годов между маоистами и правительством Непала. Учащиеся и учителя подвергались нападению в школе, а из-за насилия некоторым учащимся не давали посещать школу во время конфликта. Многие школы были вынуждены закрыться или столкнулись с сокращением посещаемости из-за нападений или угроз. Школы, которые оставались открытыми, часто занимались меньше часов, и в целом время учеников в классе значительно сократилось во время войны.
Маоисты также занимали школы и использовали их в качестве убежищ и мест для вербовки. Они учили детей быть шпионами или посыльными, и они брали детей для обучения, чтобы помочь делу маоистов, возможно, в качестве детей-солдат и детей-рабочих. Маоисты заставляли учителей использовать маоистские учебные программы и выражать маоистские политические взгляды, часто заставляя их делать это насильственными методами. Хотя насилие, вызванное конфликтом, нанесло серьёзный ущерб образованию, некоторые непальцы хвалили маоистов за то, что они сделали их школу более открытой для девочек и представителей низших каст.
Однако после подписания Всеобъемлющего мирного соглашения 2006 года насилие пошло на убыль, и больше детей могут посещать школу. Однако в нескольких исследованиях сообщается, что многие дети по-прежнему не имеют возможности получить образование. Паркер (2013) говорит, что 18% детей в возрасте от пяти до девяти лет не получают образования. Однако Государственный департамент США утверждает, что 95% мальчиков и 94% девочек посещают школу. Пол (2012) сообщает, что уровень неграмотности в Непале в настоящее время составляет 64%. Это число сильно различается между сельскими и городскими районами; Пол измерил уровень неграмотности в 37% в городах и 67% в сельской местности.
Девочки, дети из низших каст и представителей этнических меньшинств по-прежнему не имеют равных возможностей для получения образования. Дети в сельской местности также имеют ограниченный доступ к образованию, а детям, которые были внутренне перемещёнными лицами во время войны, было трудно вернуться в школу.
Качество школ в Непале также подвергается сомнению. Необходимы дополнительные ресурсы для финансирования школ и, в частности, для улучшения школьных условий. В школах также не хватает квалифицированных и компетентных учителей; необходима более качественная их подготовка. Кроме того, необходимы более комплексные учебные программы для учащихся из всех слоёв общества.

### Права женщин
Женщины в Непале сталкиваются с дискриминацией, неравенством и насилием. Законы против этих преступлений часто не соблюдаются, и в результате многие преступники не несут юридических последствий. Женщины также часто не сообщают об изнасилованиях и сексуальных домогательствах. По данным Государственного департамента США, одной из причин отсутствия сообщений о сексуальных домогательствах является то, что непальцы не получают надлежащего образования в отношении определения сексуальных домогательств. Государственный департамент утверждает, что продолжающийся обычай давать приданое (что является незаконным) также увеличивает насилие в отношении женщин. Женщины также сталкивались с насилием во время конфликта 1996-2006 годов; Singh (2005) сообщает, что каждый год от 5000 до 10 000 женщин становились жертвами торговли людьми.
Кроме того, женщины сталкиваются с неравенством в отношении здоровья, доходов и образования. У непальских женщин ожидаемая продолжительность жизни ниже, чем у мужчин, и медицинская помощь предоставляется преимущественно мальчикам, а не девочкам. Женщины в Непале зарабатывают на 57% меньше, чем мужчины, согласно отчёту о человеческом развитии Непала за 2014 год, а Государственный департамент США заявляет, что продолжающееся насилие, с которым сталкиваются женщины, ограничивает их способность обеспечивать себя. Хотя, по данным Parker (2013), равенство в образовании между девочками и мальчиками увеличилось с 2003 года, неравенство в образовании всё ещё сохраняется. Такие исследователи, как Raj et al. (2014) считают эти различия проблематичными и представляют исследование, которое предполагает, что девочки, получившие более высокий уровень образования, с меньшей вероятностью выйдут замуж в возрасте до 14 лет в Непале.

### Права ЛГБТ
Правительство Непала после краха монархии в 2007 году легализовало переодевание в одежду другого пола и третий вариант пола в 2007 году, а также приняло несколько новых пакетов законов. Переодевание в одежду другого пола также было незаконным в соответствии с различными законами о общественной аморальности, но теперь это разрешено свободно. В переписи населения Непала 2011 года, проведённой в мае 2011 года, Центральное статистическое бюро официально признало третий пол в дополнение к мужскому и женскому. Также предоставляется гражданство, паспорт, регистрация сим-карты оператора Ncell и т. д. с опцией третьего пола. Тем не менее, ЛГБТ не пользуются признанием в обществе. Большая часть насилия и дискриминации приходится на третий пол.

### Права интерсекс-людей
Местные интерсекс-активисты выявили нарушения прав человека, в том числе значительные пробелы в защите прав на физическую неприкосновенность и телесную автономию, а также защиту от дискриминации.

### Рабство
Согласно Глобальному индексу рабства за 2016 год, в современном Непале порабощено около 234 600 человек, или 0,82% населения. Одним из видов рабства в Непале является камлари, или домашний кабальный труд. Ребёнка могут продать родители.

### Кастовое неравенство
1 июня 2020 года Human Rights Watch призвала власти Непала расследовать преступления, совершённые против далитов, после того как за последнюю неделю возник ряд инцидентов на кастовой почве.